# Ґіда Шведська
Ґіда Анундсдоттер Шведська, також відома як Ґуда і Ґунхільд (померла близько 1048/1049) — середньовічна шведська принцеса, королева-консорт Данії, дружина короля Свейна II Данського.

## Біографія
Про Ґіду мало відомостей; основним джерелом є німецький церковний літописець Адам Бременський (близько 1075 р.). Згідно значно пізнішого історика Саксона Граматика та ісландських літописів, вона була дочкою шведського короля, тобто Анунда Якоба (1022 — бл. 1050). Її мати була королевою Швеції Гунхільдою Свейнсдоттір. Однак майже сучасник Адам не каже, що Анунд і Гунхільда мали дітей. Також можливо, що вона була дочкою Анунда та іншої жінки.
Ґіда була одружена з королем Данії Свейном, можливо, в 1047 чи 1048 році. Дата не може бути підтверджена, і цілком можливо, що вони одружилися в той час, коли Свейн жив у вигнанні при шведському дворі. Після короткого шлюбу вона померла. За словами Адама Бременського, вона була отруєна наложницею Свейна Торою. Невідомо, чи хтось із багатьох дітей Свейна були також дітьми Ґіди. Її передбачуваний батько Анунд помер в бл. 1050, і Гунхільда пережила його. Приблизно в той же час вдівець Ґіди Свейн одружився з жінкою, яку також звали Гунхільда. Ймовірно, вона була тією ж особою, що й мати чи мачуха Ґіди, хоча кілька сучасних істориків стверджують, що існували дві окремі Гунхільди, шведська та данська королеви відповідно. Набагато пізніша Бременська хроніка посилається на лист, нібито написаний архієпископом Адальбертом, в якому говориться, що Гунхільда була «матір'ю» (свекрухою) Свейна. Так чи інакше, Архієпископ Гамбурга невдовзі змусив Свейна і Гунхільду розлучитися через їх близьку спорідненість.
Ґіду часто плутали з її матір'ю (або мачухою) Гунхільдою через схожість імен, а також тому, що вони обидві були одружені зі Свейном. Обидві вони були відомі як Ґунхільда, Ґуда або Ґіда.